# Globo Ecologia
Globo Ecologia foi um programa de televisão sobre educação ambiental exibido pela TV Globo e retransmitido pela GloboNews entre os anos de 1990 e 2014.

## História
O programa teve sua primeira edição no dia 4 de novembro de 1990, sob apresentação de Victor Fasano com direção de Cláudio Savaget e Paulo Motta. Inicialmente, a atração possuía um formato de revista eletrônica e com uma curta duração de vinte minutos, consistindo em dois blocos,  primeiro com três quadro fixos, com dicas de soluções em ecologia, o Verde Clipe, com exibição de vídeos caseiros ou profissionais enviados pela audiência, que continha o tema ecologia como mote e o quadro Deu Certo, contando história de iniciativas que deram certo na medida de preservação do meio ambiente.
O segundo bloco foi ocupado pela exibição de uma ou duas reportagens que mostravam Organização não governamentais (ONG's) e matéria sobre conservação da natureza. O Globo Ecologia foi um dos primeiros programas a mostrar o trabalho de organizações não governamentais como o projeto Tamar, que protege as tartarugas-marinhas, e o projeto Peixe-Boi, que trabalha pela preservação dessa espécie.
Entre os anos de 1995 e 1997, o programa passou uma série de mudanças ganhando um tom mais didático sobre questões ecológicas. Nesses dois anos, Fasano deixou de ser o principal apresentador, tendo o programa ganho um revezamento de atores da TV Globo para apresentar o programa com nomes como Cláudio Fontana, Cássia Linhares, Daniel Dantas, Nívea Stelmann, Chico Diaz e Danton Mello, Edson Celulari, Cássia Kis, Drica Moraes e Alexandre Borges.
No ano de 1998, o programa passou por outra mudança, passando a contar com Danton Mello e Cláudio Heinrich no estúdio e participando das reportagens como repórteres. Nesse mesmo ano, o ator Danton Mello, na época apresentador do programa, juntamente da equipe de reportagem do programa, sofreram um grave acidente de helicóptero em uma mata em Roraima.  Nesse acidente, um operador de áudio veio à óbito.
A partir de 8 de abril de 2006, o programa passou a ser apresentado por Guilherme Berenguer. A partir de 25 de abril de 2009, o programa foi apresentado pelo ator Max Fercondini, com reportagens do jornalista Frederico Roriz.

### Encerramento
O ator Max Fercondini ficou à frente do programa até 2 de agosto de 2014, quando foi ao ar a última exibição. Após vinte e três temporadas, o Globo Ecologia saiu do ar. Em sua faixa de horário estreou o Como Será?, apresentado pela jornalista Sandra Annenberg.

## Apresentadores
- Victor Fasano (1990–1994)
- Esquema de rodízio (1994–1997)
- Danton Mello (1997–1999)
- Cláudio Heinrich (1999–2006)
- Guilherme Berenguer (2006–2009)
- Max Fercondini (2009–2014)

## Prêmios
| Ano  | Premiação                                                       | Categoria                                            | Resultado    | Ref.   |
| ---- | --------------------------------------------------------------- | ---------------------------------------------------- | ------------ | ------ |
| 1992 | Prêmio Gáucho de Ouro                                           |                                                      | Congratulado | [ 15 ] |
| 1994 | Prêmio Senac São Paulo de Turismo Ambiental                     |                                                      | Congratulado | [ 15 ] |
| 1995 | Prêmio Professor Azevedo Netto                                  |                                                      | Congratulado | [ 15 ] |
| 1996 | Troféu Preserve o Planeta Terra                                 |                                                      | Congratulado | [ 15 ] |
| 1999 | Prêmio OAB-MG, de Melhor Programa sobre Meio Ambiente           |                                                      | Congratulado | [ 15 ] |
| 1999 | Festival Internacional de L’Emission Scientifique de Television | Menção honrosa                                       | Congratulado | [ 15 ] |
| 2001 | Programa Nacional Biblioteca da Escola                          |                                                      | Congratulado | [ 15 ] |
| 2001 | Prêmio Especial Oparaxó                                         |                                                      | Congratulado | [ 15 ] |
| 2001 | Prêmio PNBE de Cidadania                                        | Meio-ambiente                                        | Congratulado | [ 15 ] |
| 2003 | Prêmio PNBE de Cidadania                                        | Meio-ambiente                                        | Congratulado | [ 15 ] |
| 2004 | Prêmio Ford                                                     | Conservação ambiental                                | Congratulado | [ 15 ] |
| 2004 | Medalha Von Martius do Parque Nacional da Serra dos Órgãos      | Distinção                                            | Congratulado | [ 15 ] |
| 2004 | International Wildlife & Media Center                           | Menção-honrosa                                       | Congratulado | [ 15 ] |
| 2004 | Prêmio Docol                                                    | Melhor programa de TV                                | Congratulado | [ 15 ] |
| 2005 | Prêmio Muriqui                                                  | Serviços em prol da conservação da Mata Atlântica    | Congratulado | [ 16 ] |
| 2005 | Moção de aplauso na Assembleia Legislativa de São Paulo         | Menção-honrosa                                       | Congratulado | [ 15 ] |
| 2007 | Prêmio do Instituto Brasileiro de Defesa da Natureza            |                                                      | Congratulado | [ 15 ] |
| 2007 | Prêmio Von Martius de Sustentabilidade                          | Humanidade                                           | Congratulado | [ 15 ] |
| 2012 | Prêmio João Valiante de Jornalismo                              |                                                      | Congratulado | [ 15 ] |
| 2012 | Associação Brasileira de Alumínio                               | Melhor produção de mídia eletrônica sobre reciclagem | Congratulado | [ 15 ] |